# Liutfrid, duque de Alsacia
Liutfrid, también llamado Liutfridus, Leodefredus, Leudefredus o Leudefridus, hijo mayor de Adalbert, fue duque de Alsacia después de la muerte de su padre (Luitfridus in Alsatiæ ducatu patris Adelberti  fuit successor). Fue el tercer y último duque de la familia de los Eticónidas.

## Biografía
Liutfrid y Eberhard su hermano, imitando el ejemplo de su padre, cedieron a la abadía de Honau, todos los bienes que Adalbert había poseído en esta isla. Esta donación fue fechada en Honau, el 11 de diciembre de 723.
Liutfrid sucedió a su padre en el ducado. Así, por el término de tres generaciones, la dignidad ducal se encontraba en manos de la misma familia. Los descendientes de Adalricus podían, por lo tanto, considerarse como los dueños legítimos de Alsacia; se acostumbraron a ver la provincia como un patrimonio cuyo tributo debían a lo sumo a los débiles reyes merovingios, restos degenerados de una raza antes fuerte. El mayordomo de palacio, cuya autoridad aún no estaba firmemente establecida y que necesitaba su ayuda, dejaba hacer. En el momento en que Liutfrid ejercía la dignidad ducal, su hermano Eberhard, en calidad de domesticus, controló las villae reales situadas en Alsacia, y pronto intercambió este título contra el de conde. Así pues, todos los grandes cargos públicos estaban en posesión de una misma familia, y, mientras que Liutfrid y Eberhard compartían de este modo la administración de Alsacia, su hermana Eugenia, que había sucedido a su tía Odilia, adquiría en Hohenburg una gran reputación de piedad y lanzaba una nueva gloria sobre este linaje ya ilustre.
La historia de la política exterior del duque Liutfrid no se conoce; no se sabe si siguió a Carlos Martel en sus numerosas expediciones contra los alamanes, los frisones o los árabes; pero su nombre se ha conservado en unos pocos documentos que se enumeran en orden cronológico:
1º Entre los años 722 y 723, el abad Benedictus, cuyas fuerzas disminuían, realiza el nombramiento del monje Tubanus para ayudarlo en el gobierno de la abadía de Honau. El rey Teodorico IV ratificó esta designación en un documento oficial, explicando que «la reputación de la benevolencia de Tubanus está también expandida en el universo como la luz del sol que brilla desde la mañana hasta la noche». El diploma va dirigido al duque Liutfrid y a su hermano Eberhard (Luitfrido duci, Eberhardo domestico).
2º El duque Liutfrid suscribe, el 13 de mayo de 728, el privilegio que el obispo de Estrasburgo Widegern da a la abadía de Murbach.
3º El 22 de diciembre de 733, el mismo duque cede a la abadía de Weißenburg y al abad Erloaldus los bienes en Betschdorf (Batenandouilla), que su padre le había dejado al morir, y que le fueron atribuidos luego de la división con su hermano Eberhard.
4º El 5 de febrero de 737, vende a un monje de Weißenburg llamado Rantwig, por una suma de veinte libras, los bienes que su madre Ingina antes había cedido a su padre, situados en la localidad de Olwisheim (Aunulfouuilare), otras tierras en Soultz-les-Bains (Sulcia), y finalmente, las propiedades que habían pertenecido a Adalbert en Altbronn-Ergersheim (Hildprunnus) y en Schwindratzheim (Suinderadouilla). El 27 de mayo de 742, Rantwig entrega estos dominios con todos los derechos inherentes a la abadía de Weißenburg.
5º El 16 de marzo de 739, el duque Liutfrid con el consentimiento de su mujer, donó al convento de Weißenburg algunas posesiones situadas en la villa de Burgheim (Burghaime) procedentes de la herencia de su padre Adalbert. El 31 de marzo de 739, Liutfrid y la duquesa Hiltrud venden por cincuenta y cuatro libras al mismo monasterio el resto de los bienes en este pueblo.
6º En una fecha desconocida, pero mientras que Erloaldus dirigía el monasterio de Weißenburg (731-739), Liutfrid tuvo una entrevista con este abad en el bosque de Wasenburg (in foreste dominico, que dicitur Fasenburgo); prometió, con el permiso de Hiltrud, dejar al monasterio nueve hombres que vivían en Görsdorf (Gaerlaigouilare) y en Preuschdorf (Bruningouilla); como ya su padre Adalbert lo había decidido, estos hombres pagarían en el futuro a los monjes los tributos a los que estaban obligados, multas judiciales (freta), impuestos directos (stuafa), contribuciones para la guerra (haribannum). Liutfrid había dispuesto de los poderes que ejercía en tanto duque en los ámbitos militares, judiciales y en cuanto a imposición, como si fueran su propiedad familiar. Esta renuncia es instructiva a este respecto. No solicita, como hubiese sido normal, la autorización previa del rey o el mayordomo de palacio, en cambio pide a su esposa Hiltrud, quien se honraba con el título de duquesa, dar su consentimiento. Tal estado de cosas era obviamente incompatible con la obra de restauración de la autoridad en el reino de los Francos, realizada por Carlos Martel y por Pipino el Breve.

## Abolición del ducado de Alsacia
El último acto datado de Liutfrid es de 739 y su destino posterior se nos escapa sin que se pueda precisar que haya una relación entre esta desaparición y los ataques de los alamanes en Alsacia en 742 o 744. En 751 a más tardar, el ducado de Alsacia no existía ya como institución. Es lo que se deduce de un acta no datada de Pipino el Breve, mayordomo de palacio: después de la renuncia de Carlomán, cuya parte incluía a Alsacia, y antes de la coronación de Pipino el Breve como Rey de los francos, es decir en una fecha comprendida entre 747 y noviembre de 751, Tubanus, abad y obispo claustral de Honau, vino a ponerse bajo la tutela de Pipino con todos sus bienes. Un acto similar sería impensable si Liutfrid, benefactor del monasterio e hijo del fundador, aún hubiese ejercido su poder. Es muy curioso tener en cuenta que Pipino prohíbe perturbar el abad y su monasterio en la posesión de los bienes otorgados «antes bajo el duque Adalbert y más tarde bajo mi padre Carlos»; omite al último duque. Pipino quiso manifiestamente evitar el recuerdo del duque Liutfrid; a diferencia del de Adalbert, su gobierno no se presumía haber sido legítimo.
Se había suprimido pues el ducado de Alsacia.
Se tendrá en cuenta también que, entre los benefactores de Honau no se encuentran a descendientes de Liutfrid; no obstante como se ignora si tuvo o no niños, esta ausencia no puede ser interpretada.
Eberhard, hermano de Liutfrid, había tenido un único hijo, pero éste lo había precedido en la tumba.
Ahora, la familia de los Carolingios pasaba a ser cada día más poderosa en Francia; después de haber sacudido a la autoridad real, aspiraba a restaurarla para su beneficio. Ahora bien, para llegar, era necesario suprimir estas grandes órdenes, ejercidas en las provincias por señores belicosos; por esta razón ya sea Carlos Martel o Pipino el Breve destruyeron el ducado de Alsacia y no nombraron para este país, como representantes de la autoridad real, sino a simples condes. La expresión ducatus Helisacensis permaneció como un recuerdo, pero no respondía ya a ninguna realidad.
Así pues, el 19 de agosto de 816, Luis el Piadoso libera de todos los derechos de aduana a los hombres de la abadía de Murbach, in ducatu Alsacinsi, que negociaban en Marsal; el 25 de agosto de 849, el emperador Lotario, a petición del conde Liutfrid, tomó bajo su protección a la abadía de Münster-Granfelden, in ducatu Helisacensi, y la libera de todo impuesto hacia el fisco. Pero el ducado de Alsacia ya no existía.

## Descendencia
Muchos eruditos afirmaron que Liutfrid fue el tronco de las familias reales que luego se repartieron los tronos de Europa. Para probar su sistema, se debe buscar si se cita a un hijo del duque de Alsacia en algún documento del siglo VIII. El autor Christian Pfister y otros afirman no haber encontrado ningún indicio en ese sentido. Se propuso a continuación, es verdad, una carta de la abadía de Weißenburg. 
El 15 de junio de 742, un determinado Liutfrid y su mujer Theutila acuerdan al abad Wieland los bienes situados en Zinswiller (Cincionesuuilare), a los que se agregan otras posesiones en Haegen (Heconheim), Mietesheim (Modenesheim) y Hœnheim (Hohenheim). El documento está suscrito por Liutfrid y Theutila, y por Hildefrid filius ejus, hijo, por consiguiente nacido de un primer matrimonio de Liutfrid o Theutila (se pueden sostener ambos sentidos). Por lo tanto, se habría encontrado en Hildefrid este eslabón intermedio que se buscaba para conectar la cadena de los reyes a Liutfrid y a Adalricus. 
El sistema es engañoso, ya que nada autoriza a afirmar que este Liutfrid sea el mismo que el duque de Alsacia. No lleva ningún título en la carta de Weißenburg; el duque Liutfrid, en 739, estaba casado con Hiltrud: la mujer del segundo Liutfrid se llama Theutila; se ha alegado un segundo matrimonio, olvidando que el duque ya estaba bastante avanzado en edad. 
Christian Pfister, tomó al Liutfrid de la carta de 742 por un simple habitante de Zinswiller: se lo encuentra además el 15 de febrero de 747 suscribiendo, sin añadir ninguna calidad a su nombre, la carta por la cual un determinado Humbertus concede diez iurnales de tierra en Zinswiller a David, obispo de Worms y abad de Weißenburg.
De esta manera la progenie entera del duque Adalbert se seca de repente totalmente en la primera generación.